# Alkilbenzen
Alkilbenzeni su derivati benzena, u kojima su jedan ili više atoma vodonika zamenjeni alkil grupama različitih veličina. Oni su podskup aromatičnih ugljovodonika. Najjednostavniji član je toluen, u kome je atom vodonika benzena zamenjen metil grupom.
| Primeri alkilbenzena                                                                                     | Primeri alkilbenzena                            | Primeri alkilbenzena | Primeri alkilbenzena |
| --- | ----------------------------------------------- | -------------------- | -------------------- |
| roditeljsko jedinjenje: benzen                                                                           | alkilbenzeni                                    |                      |                      |
| ≡ Benzen                                                                                                 | Toluen Ksilen (-Ksilen) Etilbenzen Kumen p-Cimen |                      |                      |
| Komentar: Strukturne formule aromatičnih jedinjenja se obično prikazuju samo u jednoj mezomerskoj formi. |                                                 |                      |                      |

## Literatura
- Streitwieser / Heathcock: Organische Chemie, 1. Auflage, Verlag Chemie, Weinheim 1980,  3-527-25810-8, pp. 1051, 1073–1080.
- Beyer / Walter: Lehrbuch der Organischen Chemie, 19. Auflage, S. Hirzel Verlag, Stuttgart 1981,  3-7776-0356-2, pp. 442–444.
- Morrison / Boyd: Lehrbuch der Organischen Chemie, 3. Auflage, Verlag Chemie, Weinheim 1986,  3-527-26067-6, pp. 707–728.